# (74140) 1998 QD77
(74140) 1998 QD77 – planetoida z pasa głównego asteroid okrążająca Słońce w ciągu 4,57 lat w średniej odległości 2,75 j.a. Odkryta 24 sierpnia 1998 roku.